# 요담 (경시)
요담(廖湛, ? ~ 26년)은 신나라의 농민 반란군 녹림의 지도자로, 현한의 관료며 제후왕이다. 평림 사람이다.
녹림군이 기근으로 흩어질 때, 동향인 진목(陳牧)과 함께 수천 명을 이끌어 '평림병'이라 일컬었다. 녹림군이 평림병 수하의 유현을 황제로 추대하고 신나라를 멸해 한나라를 회복했을 때, 집금오대장군을 지내고 있다 남양군 양현 땅을 받아 양왕(穰王)으로 봉해졌다.
하동을 지키던 왕광과 장앙이 등우에게 패퇴하고 장안으로 물러나, 장안을 버리고 남양으로 돌아가자고 하자 신도건과 함께 동의했다. 이에 장앙·호은·신도건·외효와 함께 경시제를 협박하기로 했으나, 계획이 들통나 경시제가 그들을 주살하려 했다. 외효가 무슨 이유에서인지 오지 않자 경시제가 나머지 넷을 외려(外廬)에 대기하게 했고, 요담은 나머지 인원들과 함께 수상함을 느껴 도주했으며 신도건만 남았다가 경시제에게 참수됐다. 요담은 나머지와 함께 경시제와 전투를 벌여 승리했으나, 결국 경시제 측이 승리해 요담은 왕광 등과 함께 적미군에 투항했다.
경시제의 한중왕 유가가 연잠에게 쫓겨나고 둘 다 공손술에게 밀려나 관중으로 들어오자, 18만 군을 이끌고 유가를 공격했으나 곡구(谷口)에서 패배하고 유가의 손에 죽었다.